# ツノフノリタケ
ツノフノリタケ(Calocera cornea)は、腐朽した木の上に生育する膠質菌である。音叉型の独特な担子器で特徴付けられるアカキクラゲ綱に属する。
黄色い指のような先の細い形の担子器果はゼラチン質で、直径は3mm、高さは2cmになる。担子器果の側面を子実層が覆い、各々の担子器は、担子胞子を2つだけ保持する。